# Лассон (Кальвадос)
Лассо́н (фр. Lasson) — колишній муніципалітет у Франції, у регіоні Нормандія, департамент Кальвадос. Населення — 600 осіб (2011).
Муніципалітет був розташований на відстані близько 210 км на захід від Парижа, 9 км на північний захід від Кана.

## Історія
До 2015 року муніципалітет перебував у складі регіону Нижня Нормандія. Від 1 січня 2016 року належав до нового об'єднаного регіону Нормандія.
1 січня 2016 року Лассон і Секвіль-ан-Бессен було приєднано до муніципалітету Ро.

## Демографія
Динаміка населення (Insee ):
Розподіл населення за віком та статтю (2006):
| Стать | Всього | До 15 років | 15-24 | 25-44 | 45-64 | 65-85 | Понад 85 |
| --- | ------ | ----------- | ----- | ----- | ----- | ----- | -------- |
| Чоловіки | 302    | 65          | 60    | 65    | 74    | 38    | 0        |
| Жінки | 242    | 65          | 10    | 65    | 88    | 9     | 5        |
| \| Статево-вікова піраміда \| Статево-вікова піраміда \| Статево-вікова піраміда \| \| ----------------------- \| ----------------------- \| ----------------------- \| \| Чоловіки \| Вік \| Жінки \| \| 0 \| 85 + \| 5 \| \| 5 \| 80-84 \| 0 \| \| 0 \| 75-79 \| 0 \| \| 5 \| 70-74 \| 0 \| \| 28 \| 65-69 \| 9 \| \| 14 \| 60-64 \| 9 \| \| 0 \| 55-59 \| 23 \| \| 32 \| 50-54 \| 14 \| \| 28 \| 45-49 \| 42 \| \| 9 \| 40-44 \| 14 \| \| 28 \| 35-39 \| 5 \| \| 19 \| 30-34 \| 32 \| \| 9 \| 25-29 \| 14 \| \| 23 \| 20-24 \| 5 \| \| 37 \| 15-20 \| 5 \| \| 23 \| 10-14 \| 23 \| \| 23 \| 5-9 \| 19 \| \| 19 \| 0-4 \| 23 \| |        |             |       |       |       |       |          |
| Статево-вікова піраміда |        |             |       |       |       |       |          |
| Чоловіки | Вік    | Жінки       |       |       |       |       |          |
| 0 | 85 +   | 5           |       |       |       |       |          |
| 5 | 80-84  | 0           |       |       |       |       |          |
| 0 | 75-79  | 0           |       |       |       |       |          |
| 5 | 70-74  | 0           |       |       |       |       |          |
| 28 | 65-69  | 9           |       |       |       |       |          |
| 14 | 60-64  | 9           |       |       |       |       |          |
| 0 | 55-59  | 23          |       |       |       |       |          |
| 32 | 50-54  | 14          |       |       |       |       |          |
| 28 | 45-49  | 42          |       |       |       |       |          |
| 9 | 40-44  | 14          |       |       |       |       |          |
| 28 | 35-39  | 5           |       |       |       |       |          |
| 19 | 30-34  | 32          |       |       |       |       |          |
| 9 | 25-29  | 14          |       |       |       |       |          |
| 23 | 20-24  | 5           |       |       |       |       |          |
| 37 | 15-20  | 5           |       |       |       |       |          |
| 23 | 10-14  | 23          |       |       |       |       |          |
| 23 | 5-9    | 19          |       |       |       |       |          |
| 19 | 0-4    | 23          |       |       |       |       |          |

## Економіка
2010 року серед 423 осіб працездатного віку (15—64 років) 310 були активними, 113 — неактивними (показник активності 73,3%, у 1999 році було 66,9%). З 310 активних мешканців працювала 291 особа (153 чоловіки та 138 жінок), безробітними було 19 (10 чоловіків та 9 жінок). Серед 113 неактивних 53 особи були учнями чи студентами, 44 — пенсіонерами, 16 були неактивними з інших причин.

У 2010 році в муніципалітеті числилось 208 оподаткованих домогосподарств, у яких проживали 605,5 особи, медіана доходів виносила 22 302 євро на одного особоспоживача